# 간 (시호)
간(簡)은 시호에 쓰이는 글자다. 《일주서》 〈시법해〉에서는 일덕불해(壹德不解), 평이부자(平易不疵)를 일컫는다고 했다.

## 왕
- 발해 간왕
- 동주 간왕
- 초 간왕

## 공
- 공 간공
- 연 간공
- 정 간공
- 제 간공
- 진 간공

## 자
- 조간자